# 高子伟
高子伟（1966年3月—），陕西神木人，陕西师范大学化工学院教授，陕西师范大学副校长，新疆师范大学党委常委、副校长。主要从事金属有机化学、表面金属有机化学、超分子化学及智能材料等方面的研究。
1988年7月，于陕西师范大学获得理学学士学位。1991年7月，于西北大学化学系获得理学硕士学位。2000年3月至2003年12月，师从著名材料物理与化学专家赵晓鹏教授，在西北工业大学攻读博士学位。2015年7月，任陕西师范大学副校长。2017年7月，受教育部选派赴新疆师范大学任党委常委、副校长。2020年，任延安大学校长。